# Marcel Camus
Marcel Camus (Chappes,Champaña-Ardenas, 21 de abril de 1912 - París, 13 de enero de 1982), fue un director de cine francés. 

## Biografía
Camus era profesor de pintura y escultura antes de trabajar en el mundo del cine como ayudante de dirección de los realizadores Alexandre Astruc, Georges Rouquier y Jacques Becker, entre otros.

## Sus obras
Durante este período hizo su primera película, el cortometraje documental Renaissance Du Havre (1950). Como a muchos cineastas franceses cuya primera oportunidad de dirigir un proyecto les llegó durante la posguerra, Camus eligió  el tema del sacrificio personal en el contexto de la guerra, aunque al contrario de la mayoría de sus colegas, que trataron la Segunda Guerra Mundial de una manera natural, Camus tomó como objetivo la guerra en Indochina. Basada en una novela de Jean Hougron, Fugitivo en Saigón representa un pueblo atrapado entre dos frentes. Su única posibilidad de supervivencia incluye la destrucción de una presa de la cual depende. 
Posteriormente, Camus se embarca en tres películas en colaboración con el escenarista Jacques Viot. La primera, Orfeo negro (1959), le trae fama internacional. Ganadora de la Palma de Oro del Festival de Cannes y el Oscar a la mejor película de habla no inglesa de la Academia de Hollywood, esta exótica adaptación moderna del mito griego, retrata a Orpheus que conoce a Eurydice y vive su legendario destino durante el carnaval de Río de Janeiro. 

## Filmografía
- 1947 : Antoine et Antoinette — Asistente de realización
- 1949 : Rendez-vous de juillet — Asistente de realización
- 1950 : Édouard et Caroline — Asistente de realización
- 1952 : Casque d'or — Asistente de realización
- 1953 : L'Ennemi public numéro un — Asistente de realización
- 1955 : Les Mauvaises Rencontres — Asistente de realización
- 1957 : Mort en fraude
- 1959 : Orfeo negro
- 1959 : Les Pionniers
- 1965 : Le Chant du monde
- 1967 : Vivre la nuit
- 1970 : Le Mur de l'Atlantique
- 1973 : La Porteuse de pain — Telenovela
- 1974 : Les Faucheurs de Marguerites — Telenovela en siete episodios de 55 minutos (realizador)
- 1975 : Otalia de Bahia
- 1978 : Ce diable d'homme : Voltaire — Telenovela en seis episodios de 52 minutos (realizador)

## Premios y nominaciones
Premios Óscar
| Año  | Categoría                          | Película    | Resultado |
| ---- | ---------------------------------- | ----------- | --------- |
| 1960 | Mejor película de habla no inglesa | Orfeo negro | Ganador   |

Festival Internacional de Cine de Cannes
| Año  | Categoría    | Película    | Resultado |
| ---- | ------------ | ----------- | --------- |
| 1959 | Palma de Oro | Orfeo negro | Ganador   |